# Kurt Ziesel

Signatur von Ziesel

Kurt Ziesel (* 25. Februar 1911 in Innsbruck, Tirol; † 10. Mai 2001 in Prien am Chiemsee) war ein österreichischer Journalist. Der rechtsgerichtete Publizist war Mitbegründer der Deutschland-Stiftung sowie der rechtsextremen Gesellschaft für freie Publizistik.

## Leben und Wirken

### Leben bis 1945
Kurt Ziesel wurde als Sohn des k.u.k. Beamten Eduard Ziesel und dessen Frau Amalie, geb. Himmler, in Innsbruck geboren. Nach dem achtjährigen Besuch des Realgymnasiums und dem Abitur 1930 in Innsbruck studierte er als Werkstudent an der Hochschule für Bodenkultur in Wien. Ab 1929 war Ziesel als NS-Agitator aktiv, 1930 trat er in den NS-Studentenbund und am 1. Dezember 1931 in die NSDAP ein (Mitgliedsnummer 685.644). Gleichzeitig arbeitete er für die nationalsozialistische Deutschösterreichische Tages-Zeitung, nach deren Verbot er 1933 nach Deutschland emigrierte. Ziesel bekannte nach dem Krieg offen, dass er „begeisterter Nationalsozialist“ gewesen sei.
Dort war er zunächst Volontär beim Völkischen Beobachter, wo er wegen „Unzuverlässigkeit und verschiedener Unregelmäßigkeiten“ fristlos entlassen wurde, dann Redakteur bei der Königsberger Preußischen Zeitung. Diese Anstellung verlor er wegen Verbindungen mit einer jungen Frau jüdischer Herkunft und schriftlicher Weitergabe von „Greuelnachrichten“. Deswegen wurde er im April 1934 für mehrere Wochen in Untersuchungshaft genommen und vorübergehend aus der NSDAP ausgeschlossen. Ziesel rechtfertigte seine Kontakte zu der jüdischen Familie mit der wenig glaubhaften Einlassung, er habe als Österreicher nicht gewusst, dass „Cohen“ ein jüdischer Name sei. Das NS-Gaugericht wertete seine schriftlichen Äußerungen als Ausdruck „jugendlicher Wichtigtuerei“. Das Oberste Parteigericht der NSDAP hob deshalb nach mehreren Bittbriefen Ziesels den Parteiausschluss auf und wandelte ihn in einen „Verweis“ um. Ziesels Nachkriegsbehauptung, er habe in diesem Zusammenhang ein fast zweijähriges Berufsverbot erhalten, ist nachweislich frei erfunden.
Ab September 1935 war Ziesel Schriftleiter beim NSDAP-Blatt Westfälische Landeszeitung – Rote Erde in Dortmund, das er ebenfalls bald wegen Unstimmigkeiten verlassen musste. Daneben arbeitete er in dieser Zeit als freier Mitarbeiter für den Völkischen Beobachter, die NSZ-Rheinfront, den Stuttgarter NS-Kurier und andere Blätter. 1936 bis 1939 war er Herausgeber und Chefredakteur des Pressebüros Hanseaten-Dienst in Hamburg und schrieb das Buch „Stimmen der Ostmark“ (Hamburg 1938). Nach dem „Anschluss“ Österreichs ging er nach Wien zurück. Dort wurde er 1939 Schriftleiter des Neuen Wiener Tagblatts und arbeitete als Wiener Korrespondent für die NSDAP-Gauzeitung Westdeutscher Beobachter in Köln und das Hakenkreuzbanner.
1940 wurde Ziesel zu einer Panzereinheit eingezogen, war aber ab 1941 im Rang eines Sonderführers Kriegsberichterstatter in einer Propagandakompanie und bei der „Berichterstaffel“ des Oberkommandos des Heeres. Daneben betätigte er sich als Dichter und Herausgeber. Viele seiner Bücher erreichten sechsstellige Auflagenzahlen. Besonders erfolgreich war seine Anthologie Krieg und Dichtung. Soldaten werden Dichter – Dichter werden Soldaten (Wien/Leipzig 1940).

### Politische Haltung bis 1945
„Ich möchte hier mit Nachdruck feststellen, daß niemals irgendwer im Dritten Reich gezwungen werden konnte oder gezwungen wurde, irgend etwas zu schreiben oder öffentlich zu verkünden, was nicht seine Meinung war.“ (Kurt Ziesel 1958)
Ziesel war überzeugter Nationalsozialist. Schon in seiner Studentenzeit führte er nach eigenen Angaben „Krieg“ gegen die „Wiener Judenpresse“. In seinen späteren Veröffentlichungen wetterte er gegen „Juden und Judenknechte“ und „volkszersetzende Schädlinge“ wie die Schriftsteller Franz Werfel, Max Brod und Manfred Hausmann. Über die Attentäter des 20. Juli 1944 schrieb er am 3. September 1944 im Wiener Völkischen Beobachter: „An welchem Abgrund menschlicher Verworfenheit oder geistiger Umnachtung müssen jene Ehrgeizlinge gestanden haben, als sie, wider den Geist des ganzen Volkes sündigend, die Hand gegen den Führer erhoben …. Jeder, der sich wider den Geist des Krieges versündigt, muß vernichtet werden“.
Ziesel selbst träumte von einer Zukunft als „Ostkolonialist“. Aus Minsk schrieb er 1943 dem Staatssekretär im Propagandaministerium Kinkel von seiner „Sehnsucht … hier als Gutsherr dem Lande zu gebieten“. Ebenfalls 1943 veranlasste er die Verhaftung seiner Köchin durch die Geheime Staatspolizei wegen „staatsfeindlicher Aktivitäten“. Die 1976 in diesem Zusammenhang von der SPD verwendete Bezeichnung Ziesels als „ehemaliger Gestapo-Denunziant“ wurde auf dessen Antrag hin vom Landgericht München per einstweiliger Verfügung untersagt.
Ziesel wurde sowohl von seinen Zeitgenossen als auch in späteren wissenschaftlichen Veröffentlichungen als intrigant, streit- und rachsüchtig klassifiziert. Nahezu alle Angaben Ziesels über politische Differenzen mit dem NS-Regime sind apologetische Interpretationen dieser karrierepolitisch motivierten privaten Auseinandersetzungen oder aber frei erfunden. „Als Charakteristikum ist auf Ziesels Selbstdarstellungssucht und seinen Hang zur Herabsetzung anderer hinzuweisen, was oft auch Konflikte mit politisch Gleichgesinnten zur Folge hatte“, so der Politologe Hans-Dieter Bamberg in seiner Ziesel-Kurzbiografie.

### Nach 1945

„Der rote Rufmord“ (1961)

Nach Kriegsende wurden sämtliche Publikationen Ziesels in Österreich kurzzeitig verboten, er selbst bekam zeitweise Redeverbot. In der Sowjetischen Besatzungszone und in der Deutschen Demokratischen Republik wurden mehrere seiner Schriften auf die Liste der auszusondernden Literatur gesetzt. In der Bundesrepublik dagegen konnte er den von ihm so formulierten „Kampf gegen die entartete Linke, die unser Volk besudelt“, und gegen die „systematische Zerstörung von Glaube, Werten, Nationalgefühl und sauberer Staatsgesinnung“ ungehindert fortsetzen. Dabei geriet zunächst auch die regierende CDU in sein Visier. Er kritisierte, „daß es ihr an Haltung und Standfestigkeit mangelt, und daß sie einer inneren Erneuerung und einer Säuberung bedarf.“ Laut der Deutschen Zeitung vom 8. Oktober 1960 forderte Ziesel für die Bundesrepublik „eine Einschränkung des Grundrechts auf freie Meinung“ und „die Wiedereinführung des Arbeitsdienstes.“
Seine Stellungnahmen zum Nationalsozialismus hatten sich seit Kriegsende formal dem verfassungsmäßig Erlaubten angepasst. 
Für die deutsche Literaturszene überraschend ging Ziesel 1952 mit dem von der zeitgenössischen Kritik als projüdisch empfundenen Roman Daniel in der Löwengrube (Freiburg/Frankfurt am Main) an die Öffentlichkeit. Inhalt: „Ein nichtjüdischer Deutscher gerät in Polen versehentlich in ein jüdisches Ghetto und identifiziert sich mit den Opfern des NS-Terrors. Am Ende wird er wie die übrigen Ghetto-Bewohner erschossen.“ Erst 1997 korrigierte der Literaturwissenschaftler Stefan Busch die positive Einschätzung des Werkes: „Die Klischees, die im Roman reproduziert werden, stellen ihn in die Tradition der antisemitischen NS-Propaganda… Die Juden waren ihm [Ziesel] kaum mehr als Kulisse für die ihn ausschließlich interessierende Figur, das deutsche Opfer.“

### Prozesse
Hauptbeschäftigung des streit- und prozesslustigen Ziesel wurden in den ersten Jahren der Bundesrepublik Enthüllungen über die tatsächliche oder angebliche nationalsozialistische Vergangenheit früherer Autorenkollegen. Dabei richtete sich sein Verfolgungstrieb primär auf Journalisten, „die sich im Tausendjährigen Reich zum Erbrechen militaristisch, nationalistisch, antijüdisch betätigt haben – obwohl sie nach ihren eigenen Aussagen immer dagegen waren – und die diesen bereitwilligen Verkauf ihrer journalistischen Würde heute damit kompensieren, daß sie gegen jene pharisäische Feldzüge führen, die damals reinen Herzens an das glaubten, was sie taten und schrieben.“ Dabei benutzte Ziesel alle juristischen Möglichkeiten. Kritik an seinem Verhalten kam von Kollegen wie Heinrich Böll. Seine zahllosen Gegendarstellungen, Strafanzeigen, einstweiligen Verfügungen und Prozesse führten schließlich sogar zu einer Änderung des deutschen Presserechts, um zukünftig mutwillige Eingriffe in die Funktionsfähigkeit der Presse zu unterbinden.
Opfer der Klagewelle Ziesels waren u. a. Schriftsteller wie Günter Grass und Politiker wie der damalige Bundestagsvizepräsident Carlo Schmid und Ex-Bundeskanzler Willy Brandt. Im „Fall Grass“ erstattete Ziesel 1962 Anzeige, nachdem er dessen Novelle Katz und Maus gelesen hatte. Begründung: Er habe darin „Schweinereien“ entdeckt, „die ein normaler Mensch nicht einmal in Abortwände einzuritzen wagt“. Das Verfahren wurde von der Koblenzer Staatsanwaltschaft im März 1963 eingestellt. Anfang 1967, Grass war inzwischen im SPD-Wahlkampf aktiv, wärmte Ziesel den Vorgang wieder auf, woraufhin Grass auf Unterlassung klagte. In einer mehrinstanzlichen juristischen Auseinandersetzung wurde Ziesel zwar verboten, Grass als „Pornograph“ zu bezeichnen, durfte ihn aber weiterhin als „Verfasser übelster pornographischer Ferkeleien“ und von „Verunglimpfungen der katholischen Kirche“ bezeichnen. 1974 stellte Ziesel Strafanzeige gegen den kurz zuvor zurückgetretenen Bundeskanzler Willy Brandt wegen fahrlässiger Preisgabe von Staatsgeheimnissen. Obwohl juristisch abgewiesen, wiederholte er die Attacke in den Jahren 1976 und 1977.

### Geheimdienstliche Tätigkeit
Ein weiterer Gegenstand mehrerer juristischer Auseinandersetzungen war die viele Jahre lang von Journalisten und Wissenschaftlern nur vermutete Geheimdienstverbindung Ziesels. Kurt Ziesel arbeitete als Informant für den deutschen Auslandsgeheimdienst BND. Auf einer dem Bundeskanzleramt im Jahre 1970 vorgelegten Liste erscheint er unter dem Decknamen Zöllner als sogenannte „Pressesonderverbindung“ seines Verbindungsführers Dr. Walter Wanke (Deckname Dr. Wilhelm) der Münchner Dienststelle 923. Dass Ziesel auch enge Verbindungen zum deutschen Inlandsgeheimdienst hatte, wurde 1973 bekannt, als ein behördeninternes Dossier des Verfassungsschutzes über den Journalisten Kurt Hirsch in Ziesels Deutschland-Magazin veröffentlicht wurde.

### Die „Deutschland-Stiftung“
Neben seiner publizistischen Tätigkeit war Ziesel auch organisatorisch aktiv. Er war Mitgründer des Deutschen Kreises 58, 1960 Gründungsmitglied der Gesellschaft für freie Publizistik, die laut Verfassungsschutzbericht von 2001 die „mitgliederstärkste rechtsextreme Kulturvereinigung“ der Bundesrepublik war, und 1969 Mitinitiator eines „Komitees zum Schutz der Bürger gegen Diffamierung durch die Linkspresse“.
Vor allem aber war er ab 1966 als geschäftsführendes Gründungsmitglied (ab 1977 Vorsitzender; später Ehrenvorsitzender) der Deutschland-Stiftung aktiv. Mitglieder dieser Organisation waren Christdemokraten des rechten Flügels, aber auch Deutschnationale und einzelne Vertreter der äußersten Rechten. Während der Regierungszeit der sozialliberalen Koalition sah sich die von Ziesel geführte Stiftung als „Speerspitze der Opposition“.
Ziesel, treibende Kraft bei der Gründung, nutzte seine Stellung als Geschäftsführer der Stiftung und Verleger sowie Hauptautor ihrer Zeitschrift Deutschland-Magazin zur Erweiterung seines publizistischen Wirkungsbereichs. Er kontrollierte mit seinen Anhängern die Außendarstellung der Organisation und nahm erheblichen Einfluss auf die Auswahl der Preisträger des von der „Deutschland-Stiftung“ vergebenen „Konrad-Adenauer-Preises“. In innerorganisatorischen Auseinandersetzungen bis zum Jahr 1969 konnte die zum rechten Kern der Stiftung zählende „Ziesel-Gruppe“ ihren Einfluss noch verstärken, wodurch sich das öffentliche Bild der „Deutschland-Stiftung“ hin zu einer unseriösen nationalistisch-rechtsgerichteten Sekte verschob.
Die CDU stand der Neugründung anfangs abwartend gegenüber, was wesentlich mit dem in Regierungskreisen „zum Teil negativ beurteilten“ Ziesel zusammenhing. Das sollte sich in den 1970er Jahren ändern.

### Späte Anerkennung
Nach Antritt der sozialliberalen Koalition 1969 besserte sich das Verhältnis zwischen Union und Ziesel und seiner „Deutschland-Stiftung“. Franz Josef Strauß, den Ziesel während der Spiegel-Affäre 1962 mit Strafanzeigen gegen Strauß-Kritiker unterstützt hatte, ehrte ihn 1971 zum 60. Geburtstag mit einer öffentlichen Würdigung. Fünf Jahre später gratulierten Helmut Kohl, Franz Josef Strauß, Karl Carstens und Axel Springer zum Fünfundsechzigsten. 1986 dankte Wolfgang Schäuble dem Jubilar für sein „literarisches und journalistisches Schaffen über fünf Jahrzehnte“, wobei Schäuble Ziesels NS-Veröffentlichungen rechnerisch mit einbezog.
Mit der Annahme des „Konrad-Adenauer-Freiheitspreises“ durch Helmut Kohl 1994 wurden Ziesel und die „Deutschland-Stiftung“ endgültig hoffähig. Die Bundestagsgruppe der PDS kritisierte die Verleihung mit dem Hinweis, dass damit eine Organisation gewürdigt würde, die „antiliberale, antidemokratische, geschichtsrevisionistische und ausländerfeindliche Positionen propagiert.“ Die „Deutschland-Stiftung“ versuchte daraufhin mit einem Ordnungsgeld von 500.000 DM die PDS gerichtlich zu zwingen, diese – laut Bundestagsdrucksache – „begründete Einschätzung“ zu unterlassen, verlor aber in zwei Instanzen. In der Fragestunde des Bundestages vom 26. Juni 1996 zeigte sich der damalige Chef des Bundeskanzleramtes, Minister Friedrich Bohl, dennoch unbeeindruckt: „Wenn es Urteile deutscher Gerichte geben sollte, die eine andere Wertung im Sinne des Artikels 5 des Grundgesetzes für zulässig erachten, bedeutet das nicht, daß die Bundesregierung diese Bewertungen Dritter übernehmen muß.“
Anlässlich der Preisverleihung 1996 lobte Helmut Kohl Ziesel für sein „Eintreten für die freiheitlich-demokratische Grundordnung“, 1998 war Wolfgang Schäuble selbst Adenauer-Preisträger. Und 2001, kurz vor Ziesels Tod, bescheinigte ihm der bayerische Ministerpräsident Edmund Stoiber, jeder Historiker der Bundesrepublik werde sich gezwungenermaßen „auch mit Ihnen und Ihrem Wirken beschäftigen müssen. Und Sie dürfen dies als Auszeichnung empfinden.“
Ziesel war in zweiter Ehe mit Hildegard Henckel verheiratet und hatte sechs Kinder.

## Schriften
- Stimmen der Ostmark. Eine Feierabendfolge. Hanseatische Verlagsanstalt, Hamburg 1938.
- Verwandlung der Herzen. Roman. Janke, Leipzig 1938.
- Der kleine Gott. Roman. Luser, Wien u. a. 1939.
- Stunden der Wandlung. Luser, Wien u. a. 1940.
- hrsg.: Krieg und Dichtung. Soldaten werden Dichter, Dichter werden Soldaten. Ein Volksbuch. Luser, Wien u. a. 1940.
- Unsere Kinder. Erlebtes am Rande des Krieges. Wiener Verlagsgesellschaft, Wien 1941.
- Der Vergessene. Eine Erzählung aus dem Jahre 1940. Wiener Verlagsgesellschaft, Wien 1941.
- Der Gezeichnete. Erzählung. Wiener Verlag, Wien 1942.
- Aphrodite lächelt … Erschautes, Erlebtes und Erträumtes von der Insel Rhodos. Mont-Blanc-Verlag, Wien 1950.
- Daniel in der Löwengrube. Roman. Dikreiter, Freiburg im Breisgau u. a. 1952.
- Das Leben verläßt uns nicht. Verlag Deutsche Volksbücher, Stuttgart 1954.
- Und was bleibt ist der Mensch. Roman. Stuttgarter Hausbücherei, Stuttgart 1954.
- Die goldenen Tage. Roman der Insel Rhodos. Verlag Deutsche Volksbücher, Stuttgart 1954.
- Solange wir lieben. Roman. Stuttgarter Hausbücherei, Stuttgart 1957.
- Das verlorene Gewissen. Hinter den Kulissen der Presse, Literatur und ihrer Machtträger von heute. Lehmann, München 1958.
- Der rote Rufmord. Eine Dokumentation zum kalten Krieg. Schlichtmeyer, Tübingen 1961.
- Die Pressefreiheit in der Demokratie 1962.
- Die Literaturfabrik: Eine polem. Auseinandersetzung mit d. Literaturbetrieb im heutigen Deutschland 1962.
- Dankt das Abendland ab? Eckartschriften Heft 11, Österreichische Landsmannschaft, 1963
- Der endlose Tag. Buchgemeinschaft Donauland, Wien 1963.
- Der deutsche Selbstmord. Diktatur der Meinungsmacher. Blick & Bild Verlag, Kettwig u. a. 1963.
- Und was bleibt, ist der Mensch. Hohenstaufen Verlag, Bodman 1965.
- Freiheit und Verantwortung. Beiträge zur Zeit. J. F. Lehmann, München 1966.
- Die Sensation des Guten. Bericht über eine ungewöhnliche Weltreise. Buchgemeinschaft Donauland, Wien 1969.
- Schwarz und Weiss in Afrika. Wirklichkeit und Legenden. Beobachtungen und Erfahrungen in Rhodesien, Südafrika und Südwestafrika. Lehmann, München 1973, ISBN 3-469-00439-0.
- Die Meinungsmacher. Spiegel, Zeit, Stern & Co. Universitas, München 1988, ISBN 3-8004-1153-9.
- Der Preis des Ruhms. Roman einer Schauspielerin. Universitas, München 1989, ISBN 3-8004-1206-3.
- Wider den Zeitgeist. Busse Seewald, Herford 1992, ISBN 3-512-03085-8.